# تری پویندکستر
تری پویندکستر (انگلیسی: Terry Poindexter؛ زادهٔ تاریخ ورودی نامعتبر است) تکواندوکار اهل ایالات متحده آمریکا است.